# Santa María Malacatepec
Santa María Malacatepec är en ort i Mexiko.   Den ligger i kommunen Ocoyucan och delstaten Puebla, i den sydöstra delen av landet, 100 km sydost om huvudstaden Mexico City. Santa María Malacatepec ligger 2 098 meter över havet och antalet invånare är 4 234.
Terrängen runt Santa María Malacatepec är kuperad åt sydväst, men åt nordost är den platt. Runt Santa María Malacatepec är det mycket glesbefolkat, med 4 invånare per kvadratkilometer. Närmaste större samhälle är Puebla de Zaragoza, 14,9 km nordost om Santa María Malacatepec. I omgivningarna runt Santa María Malacatepec växer huvudsakligen savannskog.